# Renault Caravelle
De Renault Caravelle was een door de firma Renault uitgebrachte roadster, die tussen 1958 t/m 1968 gebouwd werd. Tussen 1958 en 1962 werd de auto in Europa als Renault Floride verkocht.
De Floride werd gepresenteerd op de Parijse Autosalon van 1958.
De auto, naar een ontwerp van Pietro Frua van carrosseriebouwer Ghia, was gebouwd op het onderstel van de Renault Dauphine en bevatte ook diens 845 cc motor van 35 pk, die achterin was geplaatst. De wagen was zowel als coupé als cabriolet-uitvoering verkrijgbaar. Naast het basismodel bracht Renault een krachtiger versie op de markt, naar ontwerp van Amédée Gordini, die beschikte over 40 pk.
In 1964 werd de motor vervangen door een 1108 cc motor uit de Renault 8 met een vermogen van 55 pk.
De Caravelle was een bron van inspiratie voor de ontwerpers van de BMC bij het ontwerp van de MGB.
In productie:
5 E-Tech · 
Arkana · 
Austral · 
Captur · 
Clio · 
Espace · 
Kadjar · 
Kangoo · 
Koleos · 
Master · 
Mégane · 
Mégane E-Tech · 
Rafale · 
Scenic E-Tech · 
Symbioz · 
Symbol · 
Trafic · 
Twingo · 
Twingo Electric · 
Zoe

Uit productie:
3 · 
4 · 
5 · 
6 · 
7 · 
8 · 
9 · 
10 · 
11 · 
12 · 
14 · 
15 · 
16 · 
17 · 
18 · 
19 · 
20 · 
21 · 
25 · 
30 · 
2CV · 
4CV · 
Avantime · 
Caravelle · 
Dauphine · 
Domaine · 
Estafette ·
Express · 
Floride · 
Fluence ·
Frégate · 
Fuego · 
Juvaquatre ·
Laguna · 
Latitude · 
Modus · 
Nervastella · 
Novaquatre · 
Ondine · 
Prairie · 
Primaquatre · 
Rodeo · 
Safrane · 
Savanne · 
Scénic · 
Spider · 
Talisman · 
Thalia · 
Twizy · 
Vel Satis · 
Vivasport · 
Vivastella · 
Wind